# Peszna
Peszna (maced. Пешна) – jaskinia w środkowej części Macedonii Północnej. Wejście do niej znajduje się na południe od Skopje, 6 km od miasta Makedonski Brod, w dolinie rzeki Treska. 
Jaskinia posiada jeden z największych otworów wejściowych na Bałkanach (16,8 m x 52,4 m). Jej długość wynosi 124 m. 
Jaskinia powstała w skałach dolomitowych. Nie jest do końca zbadana. Jej główną częścią jest wysoka sala znajdująca się za otworem wejściowym. Wiosną z jaskini wypływa niewielki potok.  Zamieszkują ją nietoperze.
Przy wejściu do jaskini znajdują się pozostałości średniowiecznej twierdzy z którą związana jest legenda o królu Marko, który zbudował w XIV wieku twierdzę dla swojej siostry Peszny (stąd nazwa jaskini).

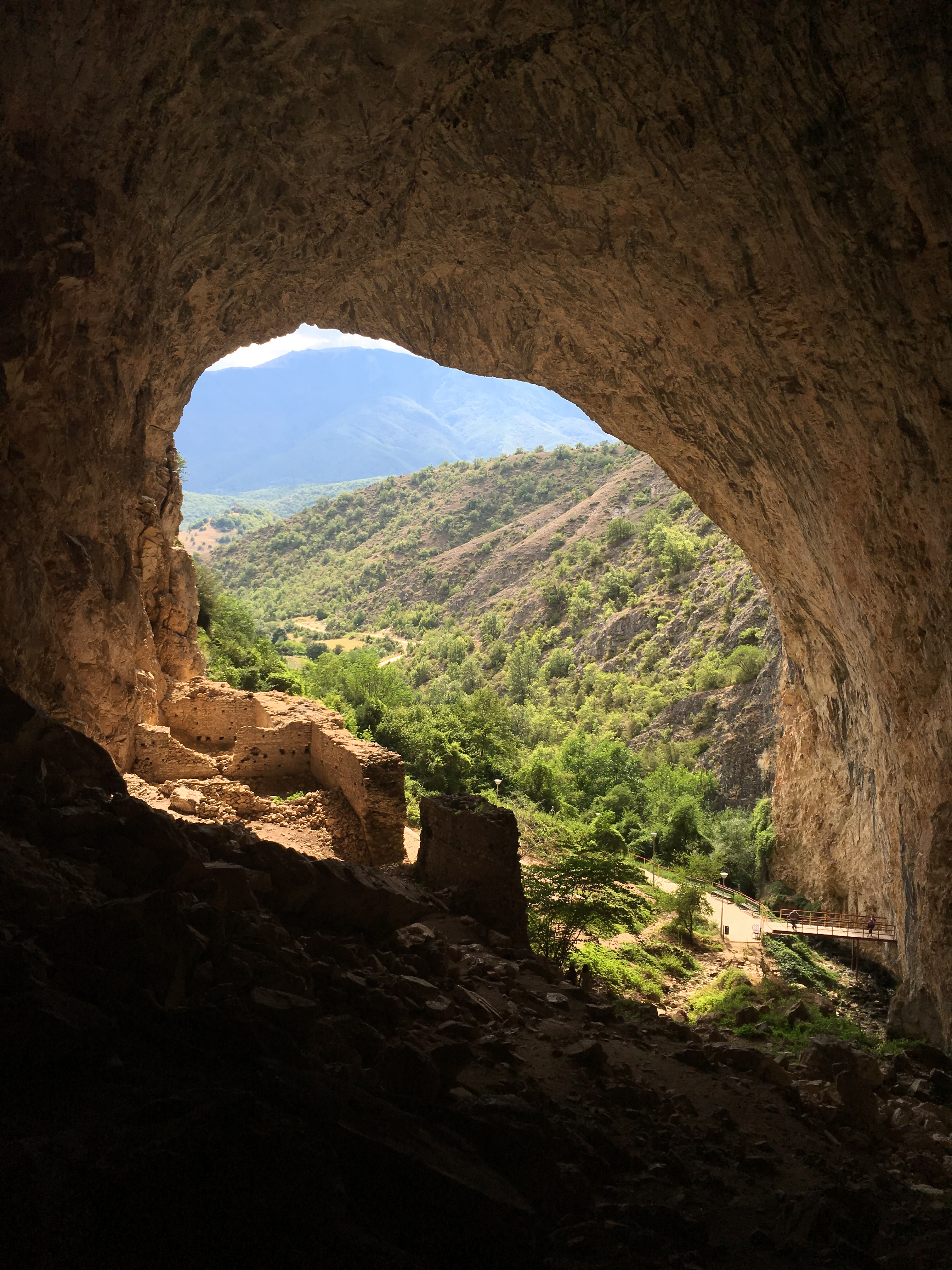
Otwór wejściowy. Widok z wnętrza jaskini

Jaskinia stanowi pomnik przyrody.